# Сандра Заглавова
Сандра Заглавова (чеськ. Sandra Záhlavová; нар. 10 жовтня 1985) — колишня чеська тенісистка.
Найвищу одиночну позицію світового рейтингу — 78 місце досягла 21 червня 2010, парну — 165 місце — 12 червня 2006 року.
Здобула 12 одиночних та 9 парних титулів.
Найвищим досягненням на турнірах Великого шолома було 2 коло в одиночному розряді.

## Фінали ITF

### Одиночний розряд (12–13)
| Легенда          |
| ---------------- |
| турніри $100,000 |
| турніри $75,000  |
| турніри $50,000  |
| турніри $25,000  |
| турніри $15,000  |
| турніри $10,000  |

| Результат | Ранг | Дата              | Турнір                        | Покриття   | Суперниця            | Рахунок            |
| --------- | ---- | ----------------- | ----------------------------- | ---------- | -------------------- | ------------------ |
| Поразка   | 1.   | 18 липня 2004     | Монтероні-д'Арбія, Італія     | Ґрунт      | Алексія Вірджилі     | 4–6, 4–6           |
| Перемога  | 1.   | 7 листопада 2004  | Рим, Італія                   | Ґрунт      | Стефанія К'єппа      | 5–7, 6–2, 6–3      |
| Поразка   | 2.   | 15 травня 2005    | Казале-Монферрато, Італія     | Ґрунт      | Роміна Опранді       | 2–6, 0–6           |
| Поразка   | 3.   | 6 серпня 2005     | Гардоне-Валь-Тромпія, Італія  | Ґрунт      | Менді Мінелла        | 4–6, 3–6           |
| Перемога  | 2.   | 29 серпня 2005    | Білефельд, Німеччина          | Ґрунт      | Франціска Ецель      | 3–6, 6–1, 7–5      |
| Перемога  | 3.   | 25 вересня 2005   | Тбілісі, Грузія               | Ґрунт      | Ана Тимотич          | 6–0, 6–3           |
| Поразка   | 4.   | 8 липня 2006      | Бостад, Швеція                | Ґрунт      | Сімона-Юлія Матей    | 4–6, 6–4, 6–7(0–7) |
| Поразка   | 5.   | 30 липня 2006     | Ле-Контамін-Монжуа, Франція   | Тверде     | Татьяна Марія        | 3–6, 4–6           |
| Перемога  | 4.   | 17 вересня 2006   | Гливиці, Польща               | Ґрунт      | Татьяна Малек        | 6–4, 6–0           |
| Поразка   | 6.   | 1 липня 2007      | Падуя, Італія                 | Ґрунт      | Маргаліта Чахнашвілі | 6–3, 1–6, 3–6      |
| Поразка   | 7.   | 2 березня 2008    | Бухен, Німеччина              | Килим (i)  | Кірстен Фліпкенс     | 1–6, 6–3, 4–6      |
| Перемога  | 5.   | 28 грудня 2008    | Делі, Індія                   | Тверде     | Бояна Йовановські    | 6–4, 6–3           |
| Поразка   | 8.   | 25 квітня 2009    | Барі, Італія                  | Ґрунт      | Александра Дулгеру   | 4–6, 4–6           |
| Поразка   | 9.   | 7 червня 2009     | Брно, Чехія                   | Ґрунт      | Катерина Іванова     | 0–6, 3–6           |
| Перемога  | 6.   | 12 липня 2009     | Загреб, Хорватія              | Ґрунт      | Анастасія Севастова  | 6–1, 7–6(7–4)      |
| Поразка   | 10.  | 16 серпня 2009    | Трнава, Словаччина            | Ґрунт      | Івонн Мойсбургер     | 6–7(0–7), 5–7      |
| Поразка   | 11.  | 25 жовтня 2009    | Сен-Рафаель (Вар), Франція    | Тверде (i) | Полін Пармантьє      | 6–7(4–7), 2–6      |
| Перемога  | 7.   | 22 листопада 2009 | Ополе, Польща                 | Килим (i)  | Ана Йованович        | 6–0, 6–2           |
| Поразка   | 12.  | 19 грудня 2009    | Дубай, UAE                    | Тверде     | Регіна Куликова      | 6–7(6–8), 3–6      |
| Перемога  | 8.   | 15 серпня 2010    | Трнава, Словаччина            | Ґрунт      | Ленка Юрикова        | 2–6, 6–3, 6–1      |
| Перемога  | 9.   | 21 листопада 2010 | Ополе, Польща                 | Килим (i)  | Магда Лінетт         | 5–7, 7–6(7–4), 6–4 |
| Перемога  | 10.  | 9 вересня 2012    | Алфен-ан-ден-Рейн, Нідерланди | Ґрунт      | Леслі Керкгове       | 7–5, 7–6(7–5)      |
| Перемога  | 11.  | 25 листопада 2012 | Vendryne, Чехія               | Тверде (i) | Рената Ворачова      | 7–6(7–1), 6–0      |
| Перемога  | 12.  | 10 лютого 2013    | Гренобль, Франція             | Тверде (i) | Марина Заневська     | 6–4, 5–7, 6–2      |
| Поразка   | 13.  | 30 березня 2013   | Круассі-Бобур, Франція        | Тверде (i) | Енн Кеотавонг        | 6–7(3–7), 3–6      |

### Парний розряд (9–13)
| Легенда          |
| ---------------- |
| турніри $100,000 |
| турніри $75,000  |
| турніри $50,000  |
| турніри $25,000  |
| турніри $10,000  |

| Результат | Ранг | Дата             | Турнір                            | Покриття   | Партнерка           | Суперниці                            | Рахунок            |
| --------- | ---- | ---------------- | --------------------------------- | ---------- | ------------------- | ------------------------------------ | ------------------ |
| Поразка   | 1.   | 18 жовтня 2003   | Кастель-Гандольфо, Італія         | Ґрунт      | Валентіна Сульпіціо | Бетіна Піркер Александра Срндович    | 3–6, 6–4, 6–7(7–9) |
| Перемога  | 1.   | 20 червня 2004   | Кендзежин-Козьле, Польща          | Ґрунт      | Івета Герлова       | Катерина Авдієнко Оксана Любцова     | 6–3, 6–1           |
| Поразка   | 2.   | 10 липня 2004    | Кунео, Італія                     | Ґрунт      | Ева Грдінова        | Едіна Галловіц Жофія Губачі          | 5–7, 3–6           |
| Перемога  | 2.   | 17 липня 2004    | Монтероні-д'Арбія, Італія         | Ґрунт      | Валентіна Сульпіціо | Матея Межак Надя Павич               | 7–5, 4–6, 7–6(7–5) |
| Поразка   | 3.   | 22 серпня 2004   | Кендзежин-Козьле, Польща          | Ґрунт      | Івета Герлова       | Ольга Брозда Наталія Колат           | 4–6, 1–6           |
| Поразка   | 4.   | 5 вересня 2004   | Арад, Румунія                     | Ґрунт      | Євгенія Савранська  | Сорана Кирстя Габріела Нікулеску     | 4–6, 1–6           |
| Поразка   | 5.   | 19 вересня 2004  | Софія, Болгарія                   | Ґрунт      | Габріела Нікулеску  | Кіра Надь Віраг Немет                | 6–2, 2–6, 5–7      |
| Перемога  | 3.   | 26 вересня 2004  | Волос, Греція                     | Килим      | Ева Валкова         | Аліче Балдуччі Крістіна Челані       | 7–6(9–7), 6–1      |
| Поразка   | 6.   | 2 жовтня 2004    | Беневенто, Італія                 | Тверде     | Мартіна Бабакова    | Джулія Габба Карін Кнапп             | 2–6, 1–0 ret.      |
| Поразка   | 7.   | 23 жовтня 2004   | Сеттімо-Сан-П'єтро, Італія        | Ґрунт      | Раффаелла Бінді     | Стефанія К'єппа Сільвія Монтеро      | 6–7(5–7), 6–3, 2–6 |
| Поразка   | 8.   | 30 жовтня 2004   | Куарту-Сант'Елена, Італія         | Тверде     | Раффаелла Бінді     | Анаїс Лорендон Орелі Веді            | 3–6, 6–3, 3–6      |
| Поразка   | 9.   | 6 листопада 2004 | Рим-Canottieri, Італія            | Ґрунт      | Валентіна Сульпіціо | Стефанія К'єппа Ніколе Клеріко       | 6–3, 4–6, 2–6      |
| Перемога  | 4.   | 21 лютого 2005   | Біберах-на-Рісі, Німеччина        | Тверде (i) | Луціє Градецька     | Крістіна Барруа Штефані Вайс         | 5–7, 6–2, 7–5      |
| Перемога  | 5.   | 19 березня 2005  | Рим-Borghesiana, Італія           | Ґрунт      | Валентіна Сульпіціо | Раффаелла Бінді Стефанія К'єппа      | 7–5, 6–4           |
| Перемога  | 6.   | 26 березня 2005  | Рим-Parioli, Італія               | Ґрунт      | Валентіна Сульпіціо | Івана Абрамович Штефані Гайднер      | 7–5, 5–7, 6–1      |
| Перемога  | 7.   | 15 квітня 2005   | Чивітавекк'я, Італія              | Ґрунт      | Луціє Градецька     | Габріела Нікулеску Моніка Нікулеску  | 6–4, 6–3           |
| Поразка   | 10.  | 13 серпня 2005   | Гехінген (Цоллернальб), Німеччина | Ґрунт      | Рената Ворачова     | Крістіна Барруа Ясмін Вер            | 6–4, 6–7(3–7), 4–6 |
| Поразка   | 11.  | 20 серпня 2005   | Кендзежин-Козьле, Польща          | Ґрунт      | Рената Ворачова     | Агнешка Радванська Уршуля Радванська | 1–6, 4–6           |
| Перемога  | 8.   | 22 жовтня 2005   | Сен-Рафаель (Вар), Франція        | Тверде (i) | Луціє Градецька     | Марія Емілія Салерні Мейлен Ту       | 4–6, 6–4, 7–5      |
| Поразка   | 12.  | 16 грудня 2005   | Валашке Мезиржичі, Чехія          | Тверде (i) | Луціє Градецька     | Дарія Юрак Рената Ворачова           | 3–6, 3–6           |
| Перемога  | 9.   | 19 травня 2006   | Казерта, Італія                   | Ґрунт      | Петра Цетковська    | Сільвія Дісдері Валентіна Сульпіціо  | 6–2, 6–0           |
| Поразка   | 13.  | 23 липня 2007    | Ле-Контамін-Монжуа, Франція       | Тверде     | Петра Цетковська    | Анастасія Павлюченкова Яніна Вікмаєр | w/o                |